# 12 jeznih mož (film, 1957)
12 jeznih mož (angleško 12 Angry Men) je ameriški sodni dramski film iz leta 1957, ki ga je režiral Sidney Lumet po televizijski igri Dvanajst jeznih mož Reginalda Rosea iz leta 1954. Zgodba prikazuje skupino dvanajstih porotnikov, ki presoja o krivdi 18-letnega obsojenca v luči razumnega dvoma, pri čemer se morajo soočiti s svoj moralo in vrednotami.
V filmu je prikazanih več tehnik ustvarjanja soglasja in težav ob skupinskem odločanju, k čemer še pripomore velik nabor različnih osebnosti porotnikov. Ukvarja se tudi z močjo ene osebe, da lahko doseže vidno spremembo. Porotniki so imenovani le po zaporedni številki, nekatera njihova imena so razkrita šele ob koncu filma. Skoraj ves film je posnet na isti sceni, le zadnje tri minute so posnete zunaj. Film je bil premierno prikazan 10. aprila 1957 v kinematografu Fox Wilshire Theatre na Beverly Hillsu. Na 30. podelitvi je bil nominiran za oskarja v treh kategorijah, tudi za najboljši film, osvojil pa zlatega medveda na Berlinalu. Leta 2007 ga je ameriška Kongresna knjižnica izbrala za ohranitev v okviru Narodnega filmskega registra zavoljo njegove »kulturne, zgodovinske ali estetske vrednosti«. Ameriški filmski inštitut ga je leta 2008 uvrstil na drugo mesto najboljših ameriških sodnih dramskih filmov.

## Vloge
- Martin Balsam kot porotnik 1
- John Fiedler kot porotnik 2
- Lee J. Cobb kot porotnik 3
- E. G. Marshall kot porotnik 4
- Jack Klugman kot porotnik 5
- Edward Binns kot porotnik 6
- Jack Warden kot porotnik 7
- Henry Fonda kot Davis, porotnik 8
- Joseph Sweeney kot McCardle, porotnik 9
- Ed Begley kot porotnik 10
- George Voskovec kot porotnik 11
- Robert Webber kot porotnik 12
- Rudy Bond kot sodnik
- Tom Gorman kot the stenograf
- James Kelly kot sodni izvršitelj
- Billy Nelson kot sodni pisar
- John Savoca kot obtoženi
- Walter Stocker kot moški pri dvigalu